# James Stirling
James Frazer Stirling, Kt. (Glasgow, 22 de Abril de 1926 — Londres, 25 de Junho de 1992) foi um arquiteto do Reino Unido. Em 1981 recebeu o prêmio Pritzker, que é o prêmio mais conceituado de Arquitetura.

## Carreira

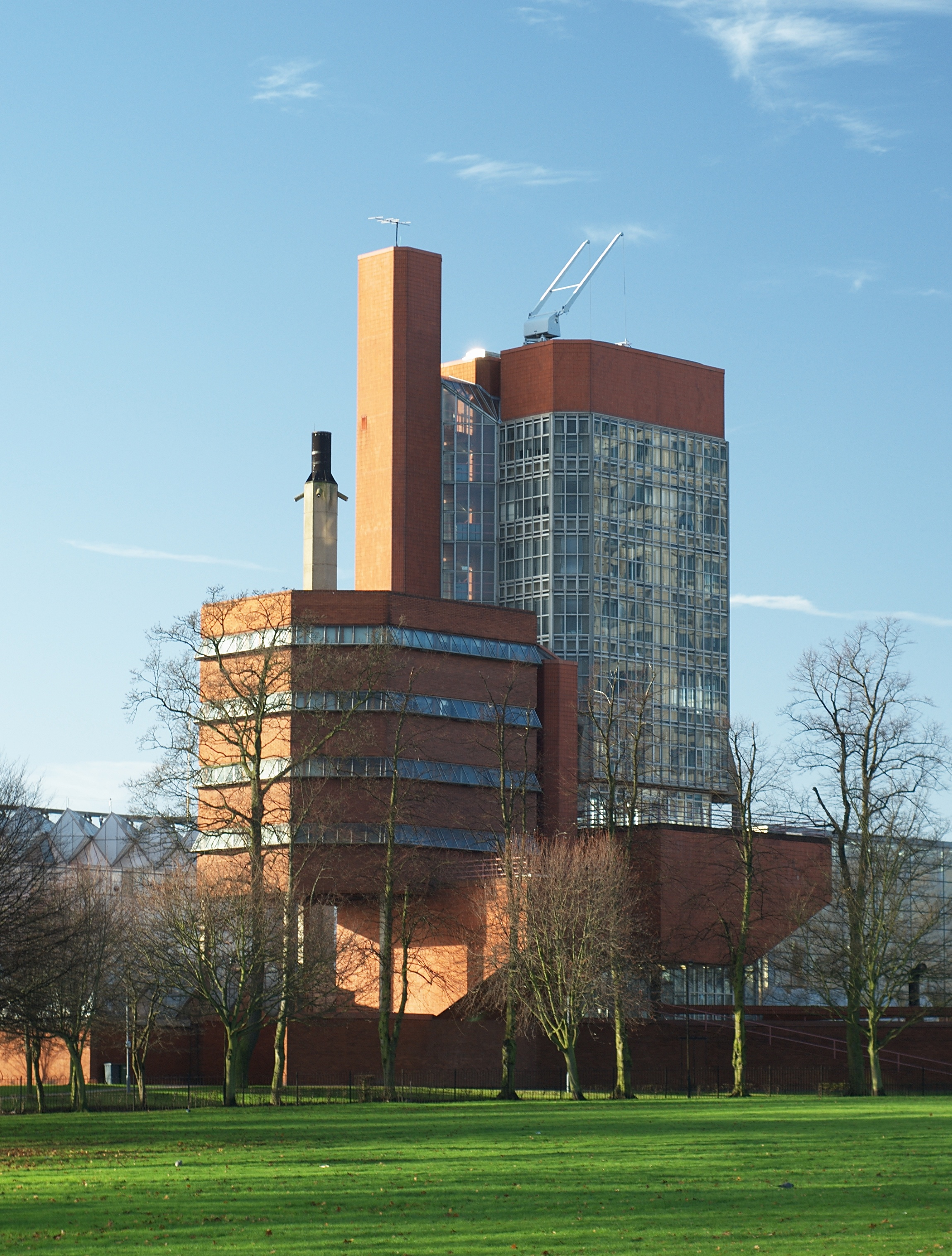
University of Leicester Engineering Building (1959–63, Grade II* listed)

Em 1956, ele e James Gowan deixaram seus cargos como assistentes na empresa de Lyons, Israel e Ellis para estabelecer uma prática como Stirling e Gowan. Seu primeiro projeto construído — um pequeno desenvolvimento de apartamentos privados Langham House Close (1955–58) — foi considerado um marco no desenvolvimento da arquitetura residencial 'brutalista', embora esta tenha sido uma descrição que ambos os arquitetos rejeitaram. Outro resultado da colaboração de Stirling & Gowan é o Departamento de Engenharia da Universidade de Leicester (1959-63), conhecido por seu caráter tecnológico e geométrico, marcado pelo uso de desenhos tridimensionais baseados em projeções axonométricas visto de cima (em uma visão panorâmica) ou abaixo (em uma visão panorâmica). O projeto levou Stirling a um público global.

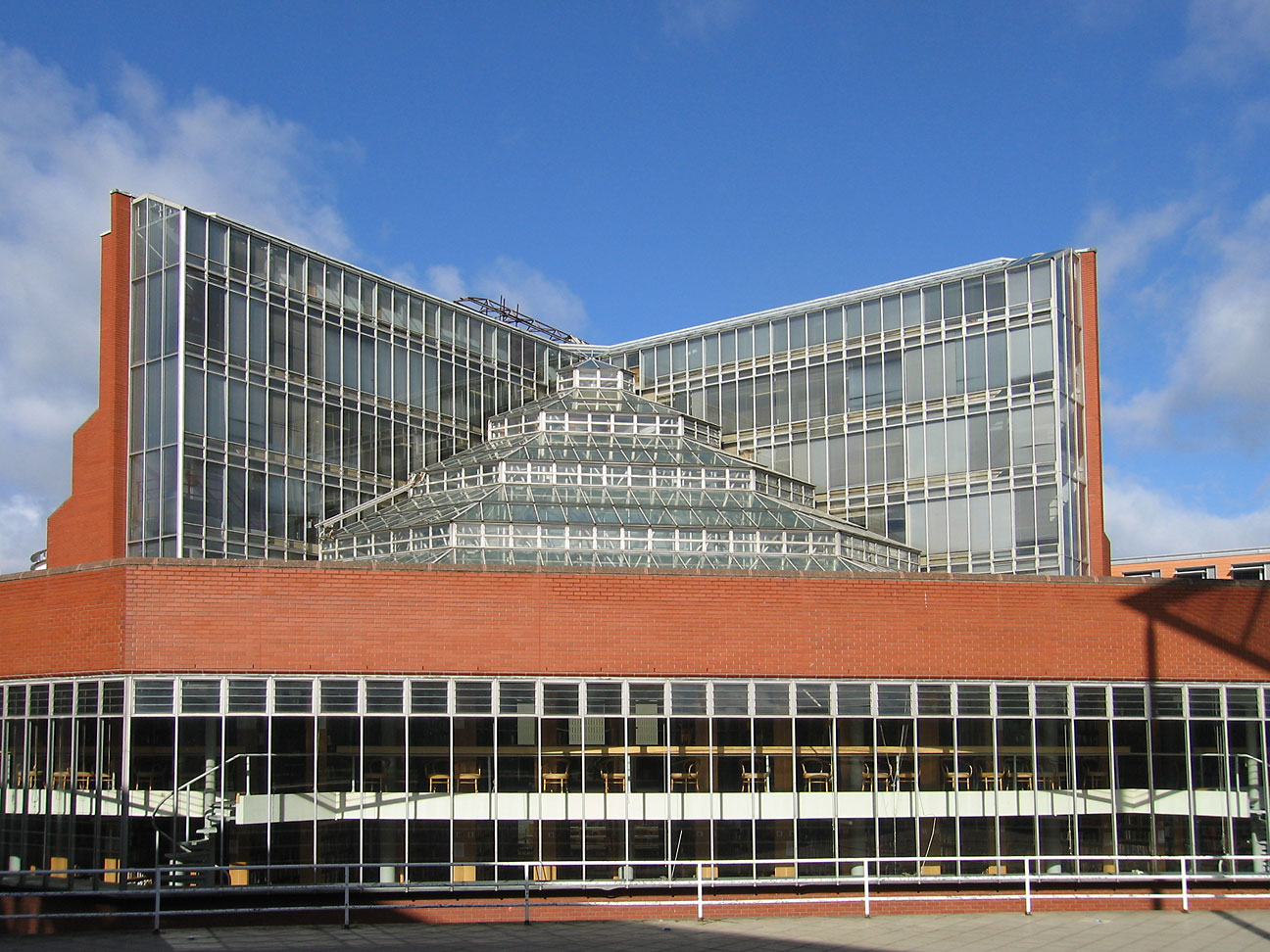
Biblioteca da Faculdade de História, Universidade de Cambridge (1968)

Em 1963, Stirling e Gowan se separaram; Stirling então montou sua própria empresa, levando consigo o assistente de escritório Michael Wilford (que mais tarde se tornou sócio). Stirling então supervisionou dois projetos de prestígio: a Biblioteca da Faculdade de História da Universidade de Cambridge e o bloco de acomodação Florey Building para o The Queen's College, em Oxford. Ele também completou um centro de treinamento para a Olivetti em Haslemere, Surrey e habitação para a Universidade de St Andrews, ambos os quais fizeram uso proeminente de elementos pré-fabricados, GRP para Olivetti e painéis de concreto pré-moldado em St Andrews.

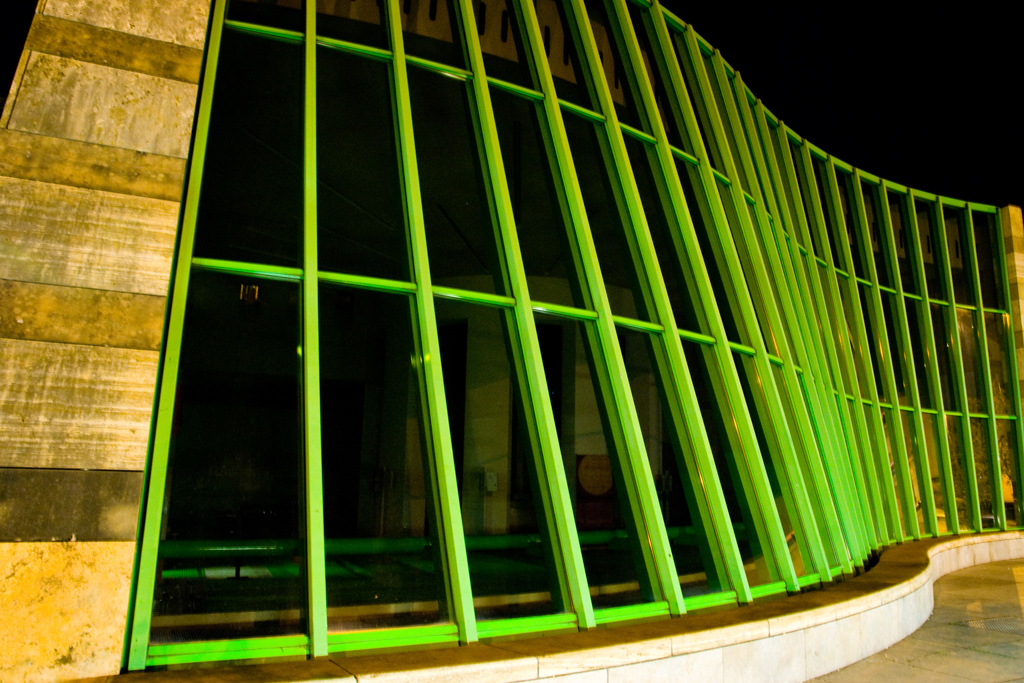
Neue Staatsgalerie, Stuttgart (1984)

Durante a década de 1970, a linguagem arquitetônica de Stirling começou a mudar conforme a escala de seus projetos mudava de pequeno (e não muito lucrativo) para muito grande. Sua arquitetura tornou-se mais abertamente neoclássica, embora permanecesse profundamente impregnada de modernismo . Isso produziu uma onda de projetos urbanos de grande escala, mais notavelmente três projetos de museu para Düsseldorf, Colônia e Stuttgart. Vencedor do concurso de design para a Neue Staatsgalerie, passou a ser visto como um exemplo de pós-modernismo, um rótulo que pegou, mas que ele próprio rejeitou, e foi considerado por muitos como seu trabalho mais importante.
Como parte da expansão mundial da prática de Stirling e Wilford no início da década de 1970, a empresa concluiu quatro edifícios significativos nos Estados Unidos, todas estruturas universitárias: uma adição para a Escola de Arquitetura da Universidade Rice em Houston, Texas; o Arthur M. Sackler Museum da Harvard University em Cambridge, Massachusetts; o Schwartz Center for the Performing Arts da Cornell University em Ithaca, Nova York; e a Biblioteca de Ciências Biológicas da Universidade da Califórnia, Irvine. Entre os projetos não realizados nos EUA estão os designs para a Columbia University e uma proposta de competição para o Walt Disney Concert Hall em Los Angeles.

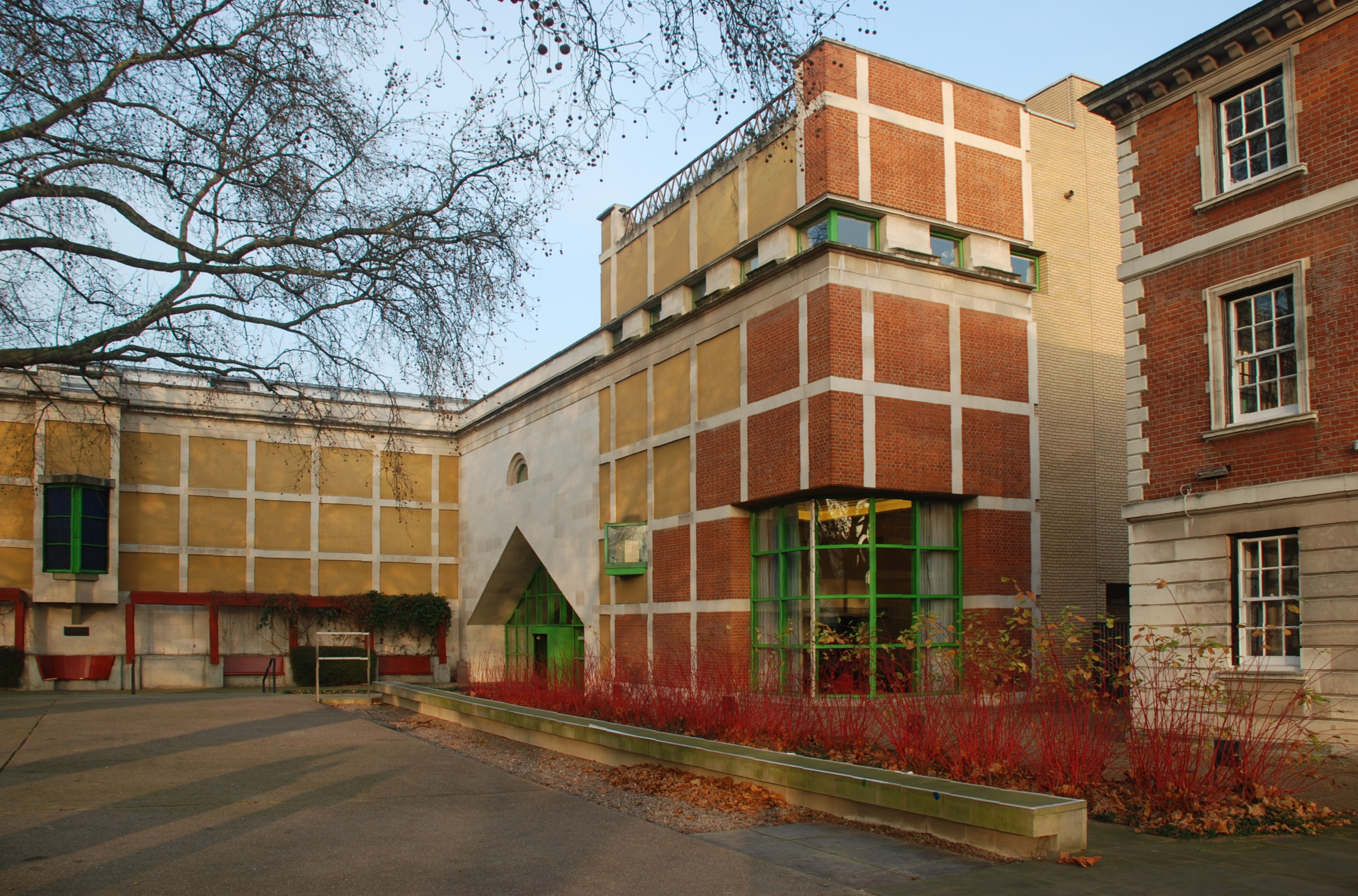
Clore Gallery, Londres (1980–87)

Em 1981, Stirling recebeu o Pritzker Prize. Stirling recebeu uma série de encomendas importantes na Inglaterra — a Clore Gallery for the Turner Collection na Tate Britain, Londres (1980-87); o Tate Liverpool (1984, mas desde então fortemente alterado e não mais reconhecível como um projeto Stirling), e No 1 Poultry em Londres (1986, concluído postumamente).
Em junho de 1992, Stirling recebeu o título de cavaleiro. Depois de consultar Michael Wilford, ele aceitou o prêmio, alegando que isso poderia ajudar na prática deles.

## Principais obras no Reino Unido
- Ham Common Flats, Londres, Inglaterra, 1955-58 (Stirling and Gowan)
- School Assembly Hall, Camberwell, Londres, Inglaterra, 1958-61 (Stirling and Gowan)
- Engineering Building, Leicester University, Leicester, Inglaterra, 1959-63 (Stirling and Gowan)
- History Faculty Library, Cambridge University, Inglaterra, 1968
- Infill Housing, Preston city centre, Lancashire, Inglaterra, 1957-59
- St. Andrews University Halls, Scotland, 1967
- Olivetti Training Centre, Haslemere, Surrey, Inglaterra, 1969-72
- Old Peoples' Home, 1960-64
- Children's Home, 1960-64
- Cambridge University History Building, Cambridgeshire, Inglaterra, 1964-67
- Florey Building, Queen's College Oxford, Oxfordshire, Inglaterra, 1966-71
- Runcorn New Town Housing, Cheshire, Inglaterra, 1967-76 (James Stirling Michael Wilford and Associates)
- Southgate Housing, Runcorn, Cheshire, Inglaterra, 1972-77 (James Stirling Michael Wilford and Associates)
- Turner Museum + Tate Gallery Expansion, Londres, Inglaterra, 1980-87 (James Stirling Michael Wilford and Associates)
- Tate Gallery, Albert Dock, Liverpool, Inglaterra, 1984-88 (James Stirling Michael Wilford and Associates)
- Lowry Centre, Salford Quays, Manchester, Inglaterra, 1991-2002 (James Stirling Michael Wilford and Associates Ltd; Michael Wilford and Partners Ltd; Bain + Bevington Architects Ltd)

## James Stirling fora do Reino Unido
- Neue Staatsgalerie + Kammertheater, Stuttgart, Germany, 1977-83/4 - iniciado como Jim Stirling & Partner, completado por JSMWA
- British Embassy, Berlin, Germany (Michael Wilford and Partners completaram todo projeto e construção após a morte de Stirling)
- Sto building, Germany (Michael Wilford and Partners completaram todo projeto e construção após a morte de Stirling)
- Rice University Expansion, Texas, EUA, 1979-81 (JSMWA: Jim Stirling Michael Wilford and Associates)
- Social Sciences Centre, Berlin, Germany, 1979-87 (JSMWA)
- Performing Arts Center, Cornell University, Ithaca, Nova York, 1983-88 (JSMWA com Wank Adam Slavin Associates)
- Arthur M. Sackler Museum, Extension to Harvard University Fogg Museum*, EUA, 1979-84 (JSMWA com Perry Dean Rogers and Partners)